# Gaillac
Gaillac (Occitano: Galhac) è un comune francese di 13 462 abitanti situato nel dipartimento del Tarn nella regione dell'Occitania.

## Società

### Evoluzione demografica
Abitanti censiti

## Amministrazione

### Gemellaggi
- Caspe
- Santa Maria a Vico